# Мухаммад-шах III Лашкари
Шамс ад-Дин Мухаммад-шах III Лашкари (ок. 1454—1482) — тринадцатый султан Бахманийского султаната из династии Бахманидов (1463—1482)

## Биография
Представитель династии Бахманидов. Один из сыновей Хумаюна Салим-шаха, одиннадцатого султана бахманийского султана (1458—1461). 30 июля 1463 года после смерти своего старшего брата, Низам-уд-Дина Ахмада III (1461—1463), девятилетний Мухаммад-шах III Лашкари вступил на султанский престол.
Молодой султан обожал торжественные процессии. В годы его правления большую роль играл мелик ат-туджар, перс Махмуд Гаван (1411—1481), казнённый в 1481 году по приказу пьяного султана. Эти персонажи, а также внутренняя жизнь и внешняя политика Бахманидского государства того времени описана Афанасием Никитиным и имеет ряд уникальных свидетельств.
В правление Мухаммад-шаха Лашкари была подчинена большая часть Конкана и разгромлено королевство Гаджапати в 1470 году. Были одержаны победы над султаном Малвы, разбиты князья Ориссы и Телинганы.
26 марта 1482 года бахманийский султан Мухаммад-шах III Лашкари скончался. Ему наследовал его сын, Махмуд-шах II Бахмани.